# August Humplmayr
August Humplmayr (* 16. November 1829; † 10. April 1885 in München) war ein deutscher  Kunsthändler, Galeriebesitzer und Unternehmer in München.
1859 erwarb August Humplmayr die Galerie Wimmer.
Im August 1869 erwarb August Humplmayr von Ilka von Wrede (* 30. März 1838; †21. Februar 1913) für 106.000 Gulden das Anwesen Brienner Straße 7, welches 1867 für 135.000 angeboten worden war.
1868 gründete Karl von Eichthal in München den Verein der liberalen Mittelstandspartei.
1869 wurde Humplmayr mit den Kaufleuten Max Huber und Angelo Knorr (* 1820; † 1872) und dem Gutsbesitzer Edmund Hetzner zu Gemeindebevollmächtigten in München ernannt. August Humplmayr saß von 1881 bis 1885 im Aufsichtsrat der Hackerbräu AG.
August Humplmayr starb 1885 im Alter von 55 Jahren in München.

## Familie
August Humplmayr war mit Philomena Humplmayr (* 1844; † 1921) verheiratet. Der erste Sohn war August Humplmayr Junior (* 5. April 1864; † 2. März 1920). August Humplmayr Junior investierte 1893 in das Elektrizitätswerk Partnach, deshalb wurde ihm in Garmisch-Partenkirchen der Humplmayr-Weg gewidmet. August Humplmayr Junior wurde am Abend des 30. Januars 1894 von 500 Mitgliedern der Münchner Carnevalsgesellschaft im Kil’s Kolosseum zum Prinz Gustl I gewählt und wurde von 1898 bis 1902 stellvertretender Konsul des deutschen Reichs in Monrovia, in dem er den bisherigen Konsul Jäger ablöste. 1897 räumte die Regierung von William D. Coleman August Humplmayr Junior die Konzession als Arbeitsvermittler in Liberia ein. Humplmayr vermittelte hauptsächlich nach Fernão do Pó, welches Wilhelm II. (Deutsches Reich) versuchte von der Regierung von José Luciano de Castro zu erwerben. Mit Hans Haag war Humpelmayr Eigentümer der Liberian Coffe Plantation Co. Ltd.
Der zweite Sohn Richard starb 1881 bereits mit 7 Jahren. Dies war der Anlass für den Erwerb der Grabstätte im Alten Südlichen Friedhof.

## Grabstätte

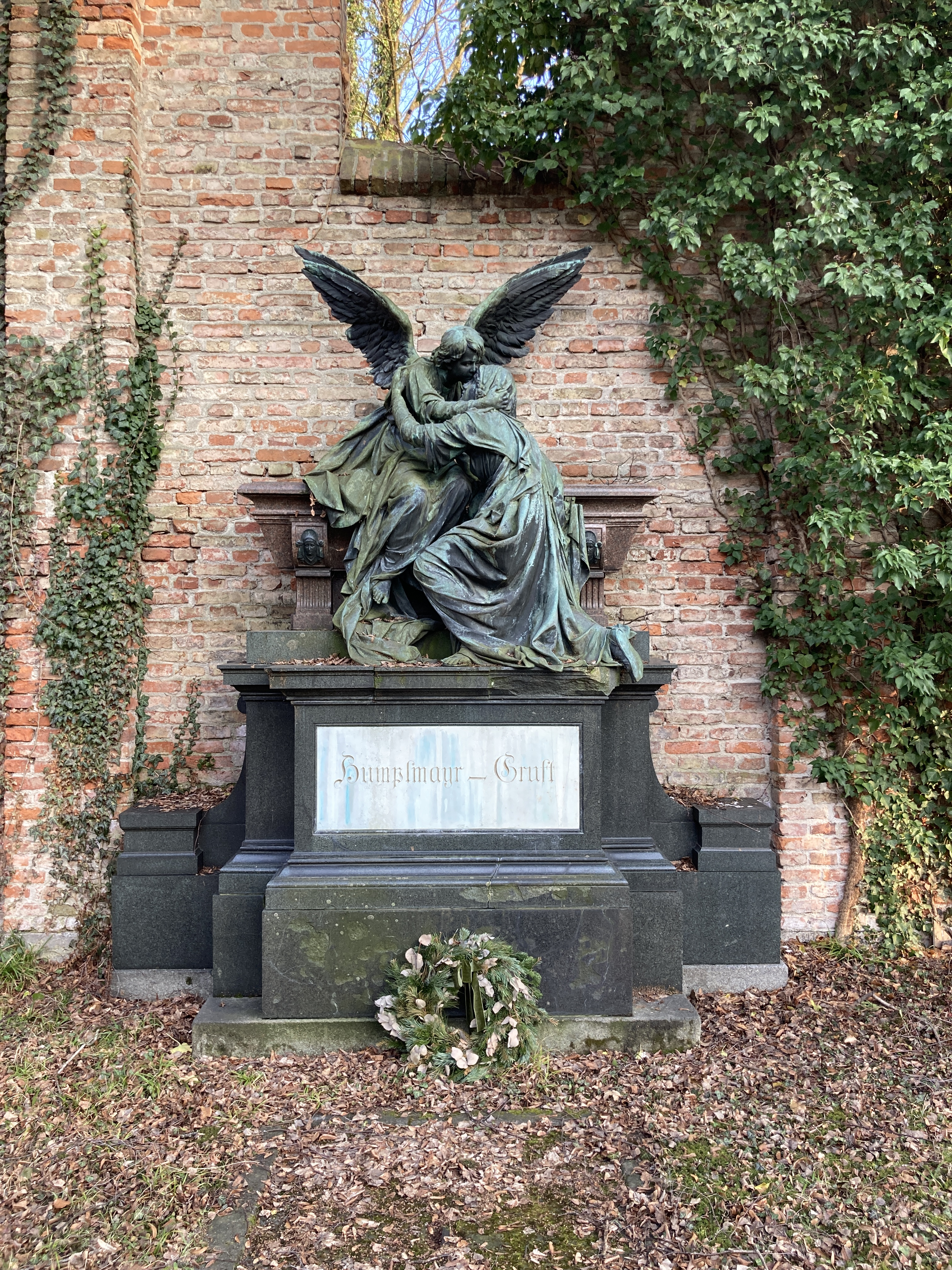
Grab von August Humplmayr auf dem Alten Südlichen Friedhof in München mit Figurengruppe von Ferdinand von Miller d. J.

Die Grabstätte von August Humplmayr befindet sich auf dem Alten Südlichen Friedhof in München (Neu Arkaden Platz 44 bei Gräberfeld 35) Standort.in dem Grab liegt der am 23. März 1881 beigesetzte 7-jährige Sohn von August Humplmayr, Richard (Beisetzung 12. April 1885), sein zweiter Sohn August Humplmayr jun. (Beisetzung 22. März 1920) und die Ehefrau Philomena Humplmayr (Beisetzung 8. September 1921). Die überlebensgroße Figurengruppe aus Bronze zeigt als Motiv einen Jungen mit Flügeln, der einer Frau im Abschied entrissen wird. Dies ist einerseits eine öfter benutzte Szene auf Gräbern, hat aber in diesem Fall mit dem Anlass für den Erwerb der Grabstelle zu tun, die durch den Tod des erst 7-jährigen zweiten Sohn Richard am 21. März 1881 veranlasst wurde. Mit dem Entwurf und der Ausführung der Bronzefigur wurde Ferdinand von Miller d. J. beauftragt mit dem August Humplmayr als Kunsthändler geschäftlich zu tun hatte. Der Guss der Figurengruppe des Grabmals ist laut Modell-Buch von  Miller im Jahr 1885 entstanden.